# Knoppenweth
Die Knoppenweth ist eine Passhöhe im Pfälzerwald.

## Lage
Die Knoppenweth befindet sich innerhalb der Haardt, wie der Ostrand des Pfälzerwald genannt wird, auf der Waldgemarkung der Ortsgemeinde Ruppertsberg. Sie bildet den Bergsattel zwischen dem Stabenberg im Süden und dem Mittelberg  im Norden.

## Geschichte
Die Passhöhe diente früher als Waldweide. Nachdem 1715 bei Gimmeldingen eine Zollschranke errichtet worden war, wurden bei den auf Deidesheimer Gemarkung liegenden Mühlen im Gimmeldinger Tal Esel gehalten, die das Mehl über die Knoppenweth nach Deidesheim trugen, ohne die Zollschranke zu passieren. Diese historischen Route über die Knoppenweth heißt deshalb Eselsweg.

## Tourismus
Neben dem Eselsweg verläuft ein Wanderweg, der mit einem weiß-blauen Balken markiert ist und der von Battenberg bis nach Wörth am Rhein führt, über die Passhöhe.